# East Tawas
East Tawas is een plaats (city) in de Amerikaanse staat Michigan, en valt bestuurlijk gezien onder Iosco County.

## Demografie
Bij de volkstelling in 2000 werd het aantal inwoners vastgesteld op 2951.
In 2006 is het aantal inwoners door het United States Census Bureau geschat op 2826, een daling van 125 (-4.2%).

## Geografie
Volgens het United States Census Bureau beslaat de plaats een oppervlakte van
8,6 km², waarvan 7,4 km² land en 1,2 km² water.

## Plaatsen in de nabije omgeving
De onderstaande figuur toont nabijgelegen plaatsen in een straal van 32 km rond East Tawas.